# オオバタチツボスミレ
オオバタチツボスミレ（大葉立坪菫、学名：Viola langsdorfii subsp. sachalinensis）はスミレ科スミレ属の多年草。日本では知床半島にのみ分布するタカネタチツボスミレ（高嶺立坪菫、学名：V. langsdorfii）を基本種とする亜種。
なお、本亜種について、いがりまさし (2008) および門田裕一 (2016) は、独立種、V. kamtchadalorum W.Becker et Hultén としている。

## 特徴
有茎の種。茎は直立し、高さはふつう30-40cmになり、ふつう全体に無毛である。地下茎は太く、分枝し、横に這い、節間は短い。根出葉は少数で、葉柄が長く、長さ10cmほどになるが、花時には枯れて存在しないことがある。茎葉は3-4個あり、葉身は長さ3-7cm、幅4-8cm、円心形、心形から三角状心形で、先端は鈍頭または短くとがり、基部は心形になり、縁には波状の鋸歯がある。葉の質は厚いがやわらかく、表面は濃緑色で葉脈に沿ってわずかにへこみ、裏面は淡緑色になる。葉柄の基部にある托葉は離生し、卵形で、大型で長さ10-20mmになり、縁に低い鋸歯があるかまたは全縁となる。茎の下部には葉がなく、節上に鱗片状の托葉があり、披針形でほとんど全縁。夏時の葉は大型になり、径30cmに達する。
花期は5-8月。花は葉腋から花柄が生じ、花の径は2-3cm、花色は濃紫色から淡青紫色、日本産のスミレ属の中ではもっとも大きい。花弁は長さ15-20mm、5弁すべてに紫色のすじが入り、側弁の基部は有毛。唇弁の距は太く短く、長さ3-5mmになり、先端は嚢状になる。萼片は楕円形から広披針形、反対側の付属体は四角形で、先端は少しへこむ。雄蕊は5個あり、花柱はカマキリの頭形になり、上部は両端が左右に張り出す。染色体数は2n=96。

## 分布と生育環境
日本では、本州（中部地方以北）および北海道に分布し、湿原、湿った草地、海岸草原、湿った夏緑樹林下に生育する。本州では亜高山の湿原、湿地に生育する。世界では、千島列島、サハリン、カムチャツカ半島に分布する。

## 名前の由来
和名のオオバタチツボスミレは「大葉立坪菫」の意で、葉の大きい「タチツボスミレ」の意味であるが、門田裕一 (2016) は、タチツボスミレの属するタチツボスミレ節 - Sect. Trigonocarpos ではなく、オオバタチツボスミレ節 - Sect. Arction に本種を置く。
種小名（種形容語）langsdorfii, langsdorffii は、「採集家ラングスドルフの」の意味。亜種名 sachalinensis は、「サハリンの」の意味。

## 保全状況評価
準絶滅危惧（NT）（環境省レッドリスト）
（2019年、環境省）

## ギャラリー

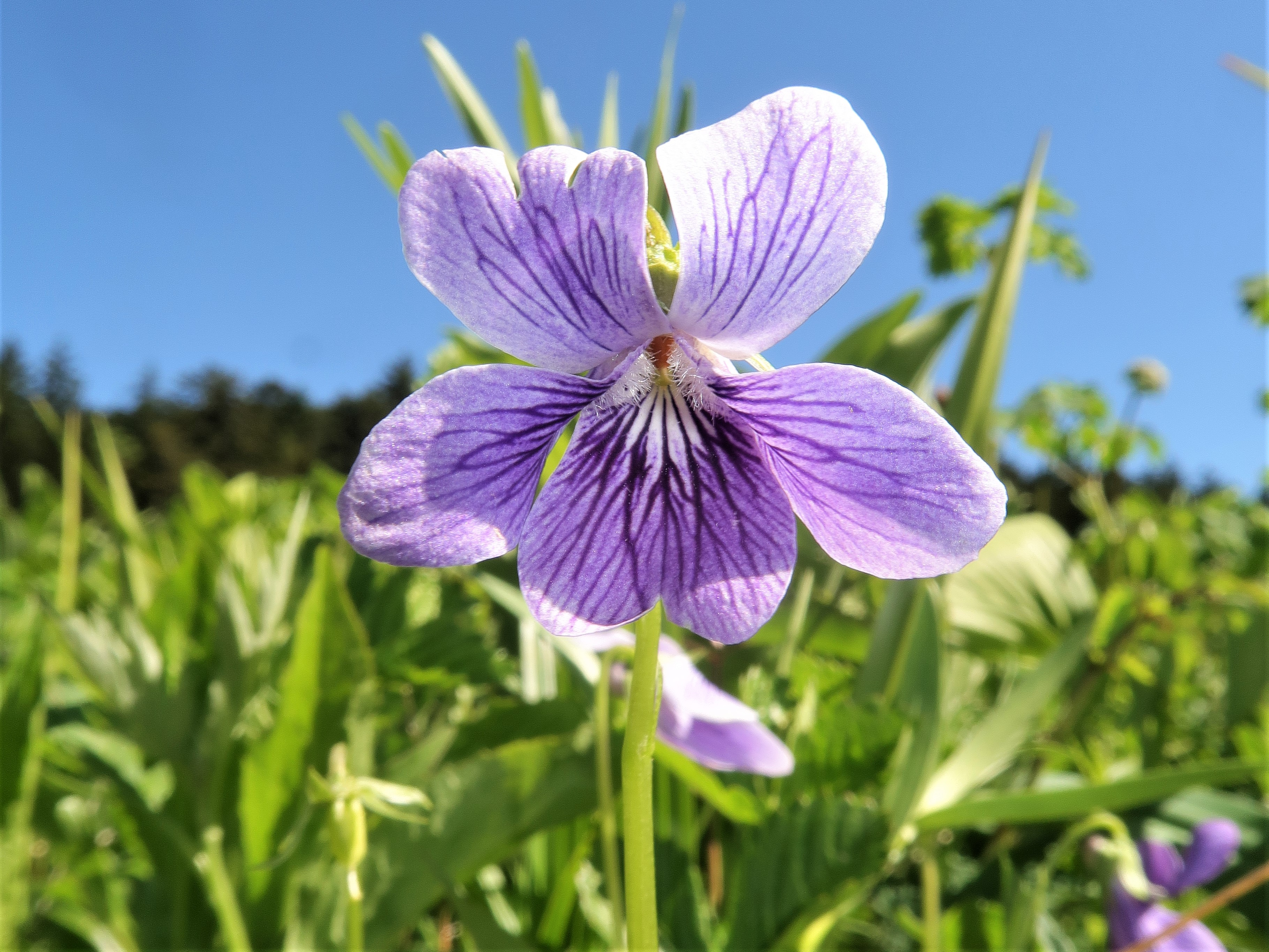
花色は濃紫色、日本産のスミレ属の中ではもっとも大きい。
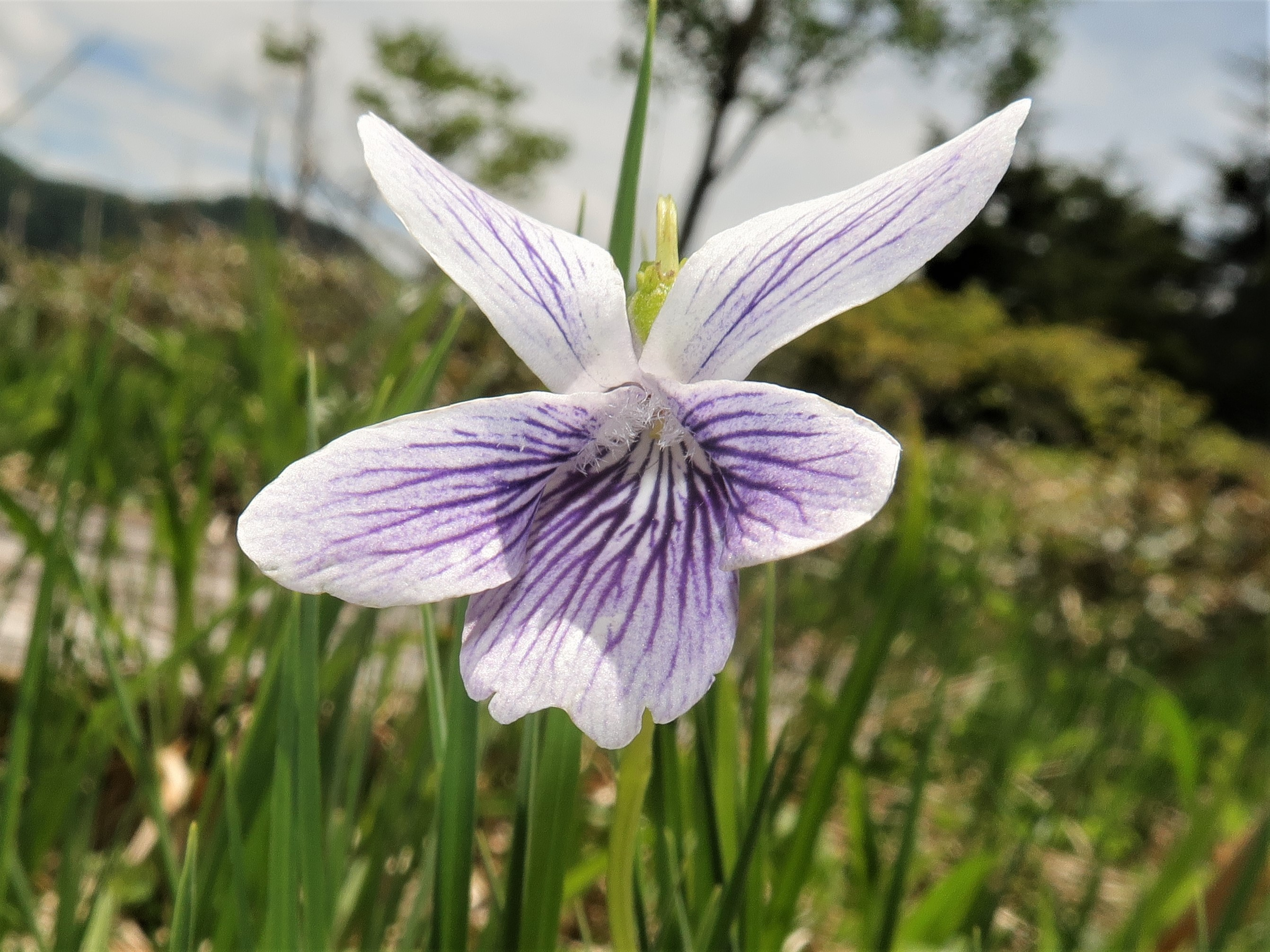
淡青紫色の花。5弁すべてに紫色のすじが入る。
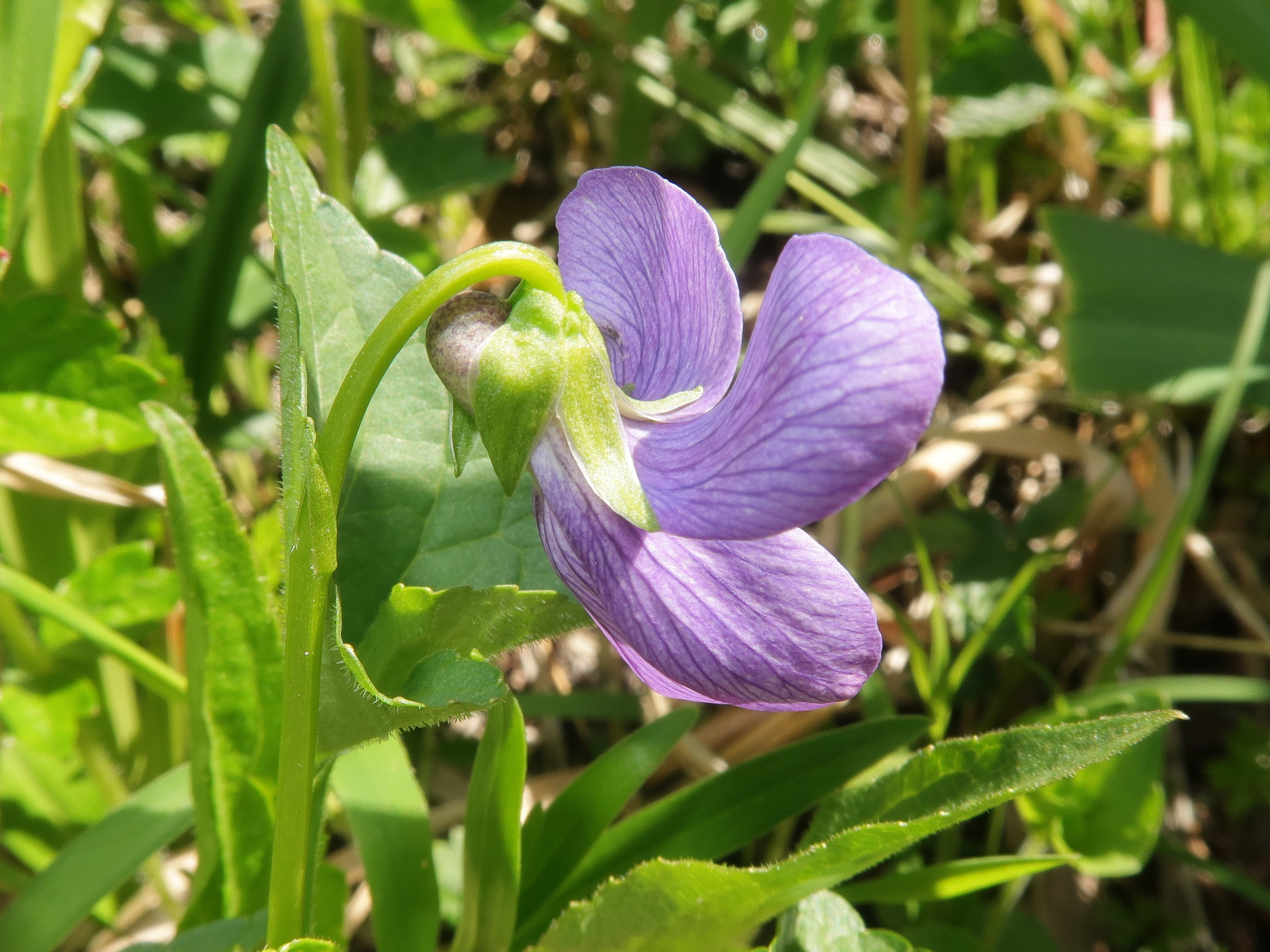
唇弁の距は太く短く、先端は嚢状になる。萼片は楕円形から広披針形、反対側の付属体は四角形で、先端は少しへこむ。
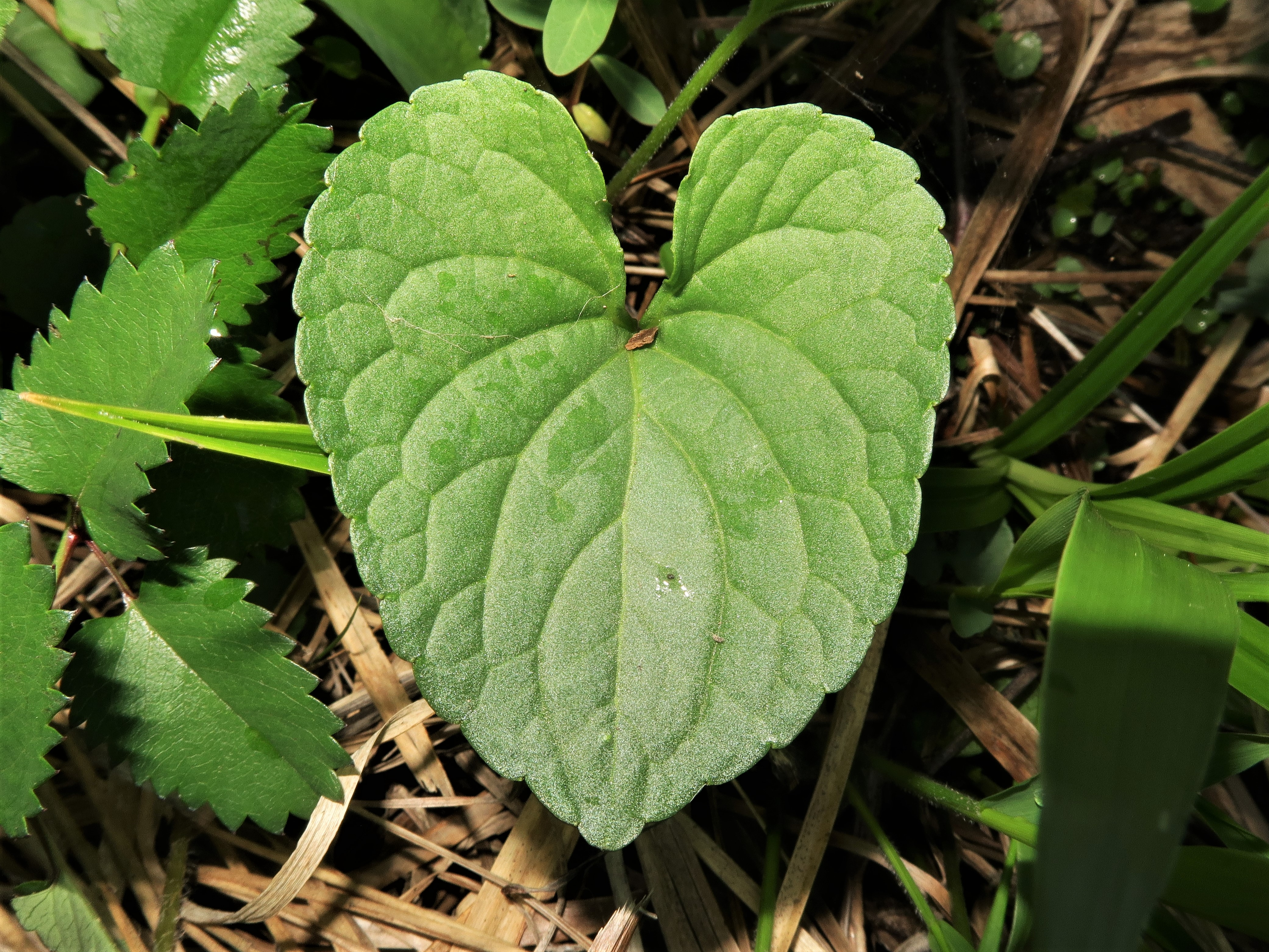
根出葉。葉の質は厚いがやわらかく、表面は濃緑色で葉脈に沿ってわずかにへこむ。

## 下位分類
- ケオオバタチツボスミレ Viola langsdorfii Fisch. ex DC. subsp. sachalinensis W.Becker f. pubescens (Miyabe et Tatew.) F.Maek.[13]